# Irina Barónova
Irina Mijáilovna Barónova (del ruso: Ирина Михайловна Баронова) (13 de marzo de 1919 – 28 de junio de 2008) fue una bailarina rusa, una de las Baby Ballerinas del Ballet Ruso de Montecarlo, descubierta por George Balanchine en París en la década de 1930. Interpretó papeles en las obras coreografiadas por Léonide Massine Jeux d'enfants (1932) y Les Présages (1933) y en la de Bronislava Nijinska Les Cent Baisers (1935).

## Biografía
Nacida en San Petersburgo (entonces conocida como Petrogrado), era la hija de un teniente de la Armada Imperial, Mijaíl Barónov, y de Lidia Vishniakova. Aún no tenía dos años de edad cuando su familia emigró a Rumanía. Barónova se enamoró del ballet al ver una actuación de Tamara Karsávina. La familia se mudó a París en 1928 para dar a Irina un entrenamiento profesional, aprendiendo bajo la tutela de Olga Preobrazhénskaya, así como con la bailarina Mathilde Kschessinska.
Barónova debutó en 1930, con 11 años de edad, en el Ballet de la Ópera de París, y en 1932 George Balanchine la llevó al Ballet Ruso de Montecarlo. El escritor Arnold Haskell llamó al trío formado por Barónova, Tamara Tumánova y Tatiana Riabushínskaya las "Niñas Bailarinas". Barónova fue Odette en El lago de los cisnes con 14 años de edad, con dirección de Anton Dolin. 
A los 17 años se fugó con un ruso mayor que ella, German Sevastiánov, con el que se casó en Sídney, Australia, dos años más tarde, haciendo ella una gira. Posteriormente entró en el Ballet Theatre, en Estados Unidos, bajo dirección de Sol Hurok. Su matrimonio con Sevastiánov acabó en divorcio, y en el Reino Unido conoció en 1946 al agente artístico Cecil Tennant, que le pidió casarse con él y dejar el ballet. Con solo 27 años, ella aceptó y se retiró como bailarina.
Entre 1940 y 1951 Barónova actuó en varias películas, entre ellas la cinta de los Estudios Ealing Train of Events (1949). Así mismo, trabajó como maestra de ballet en el film de 1980 Nijinsky.
Barónova y Tennant tuvieron tres hijos: Victoria, Irina y Robert. Por medio de Victoria, Barónova fue suegra de Steve Martin. En 1967, Cecil Tennant falleció en un accidente de tráfico, y Barónova se mudó a Suiza. Más adelante reinició su relación sentimental con su primer marido, Sevastiánov, que falleció en 1974. En 1976 Barónova volvió a dar clases de ballet en Estados Unidos y en el Reino Unido, y Margot Fonteyn le pidió dirigir cursos destinados a profesores. En 1986 puso en escena Las Sílfides, de Michel Fokine, para la Compañía de Ballet Australiano. En 1992 volvió a Rusia para ayudar al Teatro Mariinski en un proyecto archivístico, y en 1996 Polonia le concedió la Medalla Nijinsky. Además, recibió un doctorado honorífico de la Escuela de Artes de la Universidad de Carolina del Norte.
Irina, hija de Barónova, se mudó a Byron Bay, Nueva Gales del Sur, Australia. Barónova, tras visitarla en el año 2000, decidió quedarse a vivir allí. Barónova apareció en el documental de 2005 Ballets Russes, y ese mismo año publicó su autobiografía, Irina: Ballet, Life and Love, escrita a mano a pesar de haber perdido gran capacidad visual.
Barónova fue miembro de la Real Academia de Danza (FRAD) y su vicepresidenta, además de patrona de la Australian Ballet School.
Cinco semanas antes de fallecer, Barónova participó en un simposio celebrado en Adelaida (Australia), acerca de las giras de los Ballets Rusos por Australia. Ella murió en Byron Bay el 28 de junio de 2008. Tenía 89 años de edad.